# Rangorden
En rangorden er en rækkefølge, hvor et sæt af data eller egenskaber går forud for et eller flere andre sæt. Hvis der tillige er en præcis afstand mellem hver enkelt data(sæt) kaldes værdierne på skalaen numeriske variabler. Numeriske variabler kan rubriceres på baggrund af reglerne for stokastiske eksperimenter.  Hvis der ikke er præcise afstande mellem værdierne, kaldes værdierne på skalaen ordinale. .
Rangordener anvendes indenfor mange forskellige videnskaber. I økonomisk videnskab inddeles lande efter BNP pr. indbygger, i sociologi inddeles befolkningen efter social status og i geologi inddeles jord efter bonitet.
De bedste eksempler på ordinale rangordener er militær rang og det indiske kastesystem. I konkurrenceidræt findes talrige eksempler på rangordener, f.eks. verdensranglisten i Tennis og FIFAs rangliste over landshold i fodbold. Også musik og film vurderes ofte på baggrund af ranglister.

## Eksterne links
- IMDb top 250